# Glacier du Dolent
Ne doit pas être confondu avec Glacier des Rouges du Dolent.
Le glacier du Dolent est un glacier de Suisse, dans le massif du Mont-Blanc.
Il naît sur la face est du mont Dolent et l'ubac du mont Grépillon et de la pointe Allobrogia, à environ 3 500 mètres d'altitude, et se dirige vers l'est en direction du val Ferret. Il est voisin des glaciers de l'A Neuve au nord sur l'ubac de l'arête rocheuse reliant le mont Dolent à la Maye, de celui de Pré de Bar au sud-ouest sur l'adret de l'arête rocheuse reliant le mont Dolent à la pointe Allobrogia par le mont Grépillon et qui marque la frontière avec l'Italie et celui d'Argentière à l'ouest sur la face nord-ouest du mont Dolent qui marque la frontière avec la France.
Le bivouac du Dolent se trouve au nord-est du glacier.

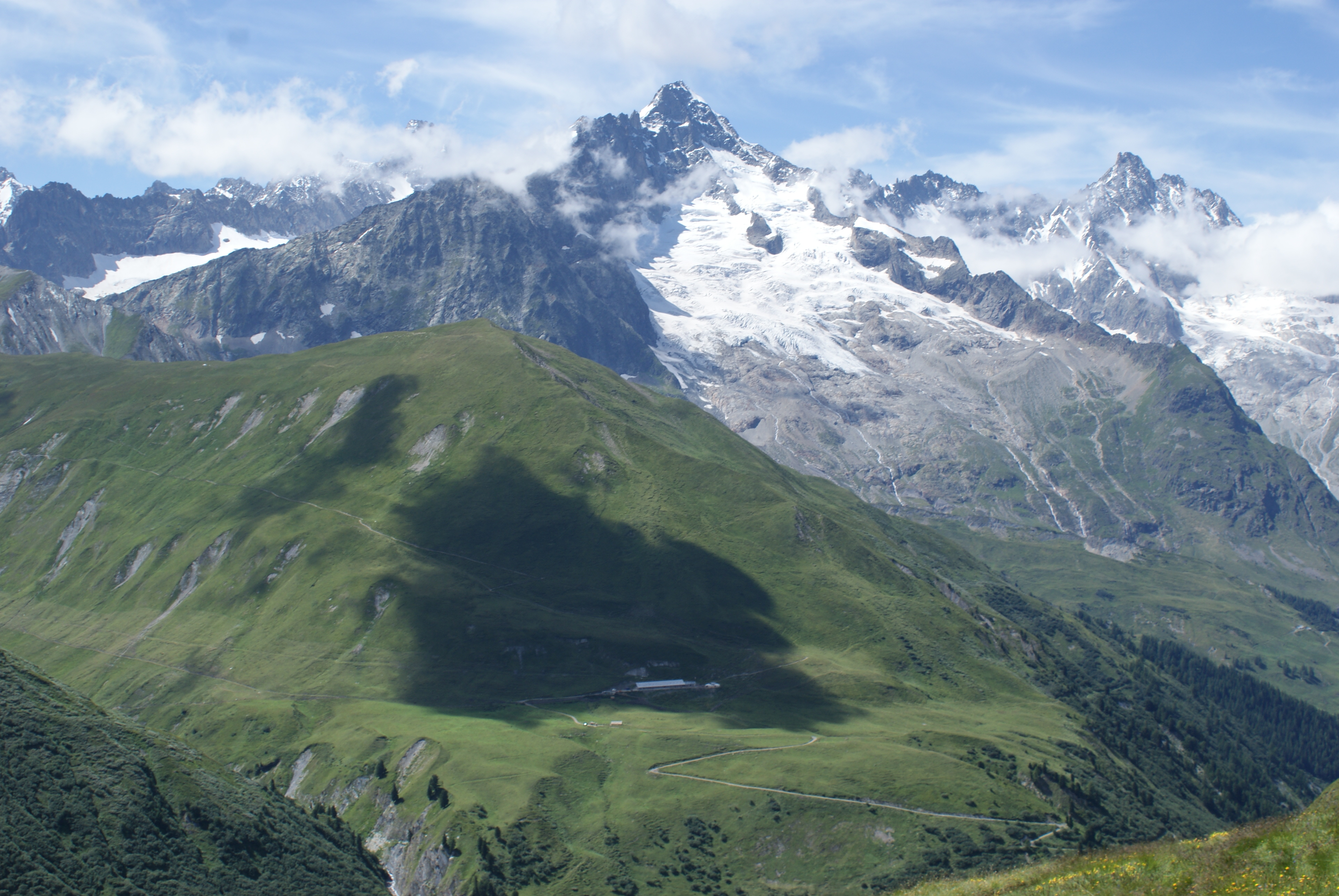
Le glacier du Dolent et le mont Dolent vus depuis les lacs de Fenêtre au sud-est.